# L'asparago
L'asparago (L'asperge) è un dipinto del pittore francese Édouard Manet, realizzato nel 1880 e conservato al museo d'Orsay di Parigi.

## Descrizione

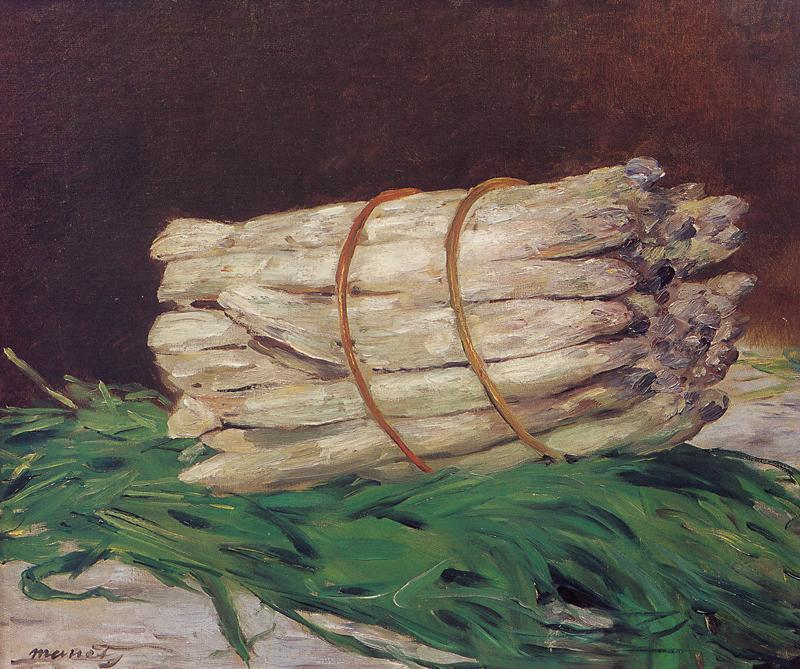
Édouard Manet, Mazzo di asparagi (1880); olio su tela, 46×55 cm, Wallraf-Richartz-Museum, Colonia

Il dipinto è stato il protagonista di una storia curiosa e molto nota. Nello stesso periodo Manet aveva eseguito una tela convenzionale intitolata Un mazzo di asparagi, dove gli ortaggi si stagliano ordinatamente su uno sfondo scuro, alla maniera olandese del Seicento, e l'aveva venduta all'amico banchiere Charles Ephrussi per la bella cifra di 800 franchi. Eprussi, tuttavia, recapitò al Manet 1000 franchi - ben 200 in più rispetto a quelli inizialmente pattuiti - e Manet decise di ringraziarlo per la cortesia come meglio poteva, ovvero con un bel quadretto. Fu così che venne eseguito L'asparago, che venne prontamente inviato in veste di tenero dono al generoso committente, accompagnato da un bigliettino di ringraziamento che recitava:
La tela, di dimensioni molto ridotte, rappresenta un singolo asparago inquadrato da vicino, adagiato diagonalmente rispetto alla superficie del tavolo, con la punta viola rivolta verso sinistra e la coda sporgente oltre il margine del dipinto. In primo piano, il vegetale occupa tutta la larghezza del quadro, nella metà inferiore della composizione; il resto della superficie pittorica raffigura invece il tavolino, bianco con venature blu-grigiastre (verosimilmente di marmo), privo di una qualsivoglia indicazione di spazio o di tempo. Quest'opera di veloce composizione non solo impiega raffinati giochi tono su tono, distintivi di Manet, bensì denota anche una grandissima libertà espressiva e compositiva e quella spiritosa sagacia propria dell'artista. Se ne accorse anche Georges Bataille, che arrivò ad affermare: «Questa non è una natura morta come le altre. Morta, sì, ma al contempo vivace».